# Вещество Р
Субста́нция Р (англ. substance P; синонимы: вещество́ Р, болевая субстанция P) — нейропептид из семейства тахикининов. Близка по структуре и свойствам нейрокинину А.
Обнаруживается в головном и спинном мозге, энтеральной нервной системе, щитовидной железе, в коже и мышцах. Присутствует в энтерохромаффиноподобных (ECL-) клетках и нейронах желудочно-кишечного тракта: в пищеводе, толстой кишке, проксимальной части тощей кишки и, в особенно большом количестве, в двенадцатиперстной кишке.

## Структура
Субстанция Р состоит из 11 аминокислотных остатков. Её структура:

## Функции
Субстанция Р обладает широким спектром биологической активности: оказывает сосудорасширяющее действие, влияет на артериальное давление крови, увеличивает капиллярную проницаемость, способствует дегрануляции тучных клеток, является хемоаттрактантом для лейкоцитов, активирует синтез и высвобождение медиаторов воспаления, вызывает сокращение гладкой мускулатуры, оказывает секретогенное действие, стимулирует высвобождение пролактина и пищеварительных гормонов.
Отвечает за передачу болевых импульсов в центральную нервную систему. Клетки кожи голого землекопа лишены субстанции Р, поэтому голые землекопы не чувствуют порезов и ожогов. Однако после инъекции данного нейротрансмиттера болевые ощущения появляются.

## Роль субстанции Р в физиологии ЖКТ
Субстанция Р выполняет разнообразные функции в регуляции моторной и секреторной деятельности желудочно-кишечного тракта. Она стимулирует моторику пищевода, желудка, тонкой и толстой кишок, механическую и электрическую активность пищеварительного тракта. Стимулирует панкреатическую секрецию и секрецию слюнных желёз. Ингибирует секрецию желчи и соматостатина.

## Роль субстанции Р в физиологии боли
Способствует сенситизации ноцицепторов при повреждении тканей, помимо тканевых и плазменных алгогенов, включая прочие нейропептиды С-афферентов: нейрокинин А, кальцитонин-ген-родственный пептид. Также увеличивает проницаемость сосудов, высвобождает лаброциты и лейкоциты, простогландины Е2, цитокинины и биогенные амины.

## История и этимология
В 1931 году Ульфом фон Эйлером и Джоном Гаддумом (англ. John Gaddum) в экстракте тканей было обнаружено вещество (названное впоследствии субстанцией Р) вызывающее сокращения кишечника in vitro.
Название субстанции Р происходит от англ. powder — порошок.